# Vauxhall 23/60
Der Vauxhall 23/60 ist ein Oberklassewagen, den Vauxhall Motors von 1922 bis 1925 fertigte. Im Juli 1922 wurde er vorgestellt. Der Standard-Tourenwagen „Kington“ des Modells 23/60 wurde behauptet, „er erhalte das Greyhound-Aussehen, das für den Vauxhall so typisch sei“. Der 23/60 hatte viele Teile mit dem stärkeren Modell 30/98 gemeinsam.
Der 23/60 ersetzte das Modell 25, das im Ersten Weltkrieg exzellente Dienste geleistet hatte und aus dem der 23/60 entwickelt wurde. Der Bau des 23/60 wurde bis zur Vorstellung des  25/70 mit seinem besonders weich laufenden Sechszylinder-Schiebermotor am 16. November 1925 weitergeführt.

## Konstruktion und Details

### Bedienelemente
Die Handhebel für die Gangschaltung und die Hinterradbremse befinden sich rechts vom Fahrer, aber im Unterschied zu den Modellen 30/98 und 25 gibt es eine eigene Fahrertür. Die Bedienung für die Zündverstellung und das Gas sind am Lenkrad untergebracht, zusammen mit einem Lufthebel, mit dem ein Ventil in der Ansaugleitung (nach dem Gasschieber) betätigt wird. Darüber hinaus gibt es eine Gemischkontrolle (Choke) am Armaturenbrett. Die Hebel für die Gangschaltung und die Bremse lassen sich gut bedienen. Die Pedale für die Beschleunigung und die (Getriebe)bremse sitzen nahe beieinander.
Ds Verdeck ist eine Allwetterausführung, die oberen Türteile (Fenster und Rahmen) werden in einer Hülle hinter der hinteren Sitzbank aufbewahrt.
Große Werkzeuge befinden sich in der Fußstütze und auf dem linken (Beifahrer)trittbrett ist ein Werkzeugkasten angebracht.

### Motor
Der 23/60 hat einen Vierzylinder-Reihenmotor mit einem Hubraum von 3969 cm³ (Bohrung × Hub = 95 mm × 140 mm), der bei 2000 1/min. eine Leistung von 60 bhp (44 kW) abgibt. Er ist mit einem Zenith-Vergaser mit dreifachem Diffusor ausgestattet und wird von einem Autovac-Vorlagetank gespeist. Der Motorblock ist aus Grauguss und das Kurbelgehäuse ist aus Aluminium.
Der Motor ist im Wesentlichen dem des vorhergehenden Modells 25 ähnlich. Der Chefingenieur C. E. King versah ihn mit einem neuen Zylinderkopf mit hängenden Ventilen und Ausgleichswellen, wie sie Frederick W. Lanchester erfunden hatte. Bei solch großen Fahrzeugen waren damals bereits wegen des weicheren Motorlaufes Sechszylindermotoren üblich. Die Ausgleichswellen saßen in Höhe der Kurbelwelle.
Die Lichtmaschine wird von Schwungrad (im Kupplungsgehäuse) angetrieben. Lichtmaschine, Zündmagnet und Vergaser mit kühlwasserbeheizter Ansaugleitung und dem Vakuumtank an der Spritzwand befinden sich auf der linken Motorseite, der Anlasser, das Lenkgetriebe, der Auspuffsammler, der Ölmessstab und der Öleinfüllstutzen auf der rechten Motorseite. Der Wassermantel im unteren Teil des Motorblocks ist mit dem Zylinderkopf über große Kupferrohre verbunden. Zwischen Motorblock und Zylinderkopf ist eine einteilige Zylinderkopfdichtung eingebaut.

#### Lanchester-Ausgleichswellen
Die Lanchester-Ausgleichswellen (Lanchester Harmonic Balancer) an der Kurbelwelle haben zwei ausgewuchtete Trommeln und drehen sich der doppelt so schnell wie die Kurbelwelle. Eine davon wird über schrägverzahnte Stirnräder von der Kurbelwelle angetrieben und treibt, auch über Zahnräder, die Zweite an. Die Ausgleichswellen wirken unerwünschten Vibrationen entgegen.
Nur wenige der bis heute erhaltenen Autos haben noch die Ausgleichswellen.

### Kraftübertragung
Der Schalthebel sitzt auf der rechten Seite des Fahrers. Die Trag- und Ausrücklager der Kupplung werden von Hand geölt; um dorthin zu gelangen, müssen die Aluminiumbodenbleche vorne abgeschraubt werden. Die Mehrscheibenkupplung wird mit Graphit (als Schmiermittel) betrieben und ist durch eine Gewebeverbindung mit dem Vierganggetriebe verbunden. Die Motorkraft wird dann zum Schneckengetriebe der Hinterachse weitergeleitet. Die Hinterachse wird durch Torsionsstäbe gehalten.

### Fahrwerk

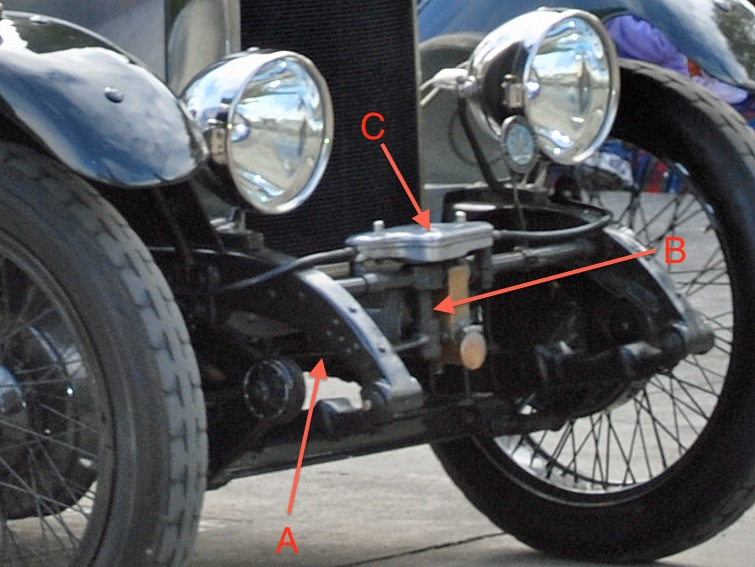
Vorderradbremsen des 23/60
„Vierradbremse mit unabhängiger Hinterradbremse auf separate Bremstrommeln“
„Der Balancemechanismus der Vauxhall-Vorderradbremsen ist leicht zu verstehen: A ist die Bremsstange vom Pedal, die über die Welle B den Nocken C verdreht, an den an den beiden entgegengesetzten Enden Bremsseile angebracht sind, die die Bremsbacken betätigen.
Der Nocken B, der sich leicht neigen kann, findet durch den geringsten Widerstand sofort die wahre Mitte und so kommen die Bremsbacken auf beiden Seiten gleichzeitig mit gleicher Kraft zum Eingriff.“

Für das Fahrwerk und seine Mechanik gibt es eine dreijährige Garantie des Herstellers.

#### Bremsen
Die Fußbremse wirkt auf das Getriebe und die Handbremse auf die Hinterräder. Beide sind Trommelbremsen. Die Fußbremse wird von Hand nachgestellt, aber für die Nachstellung der Hinterradbremsen ist ein Schraubenschlüssel nötig.

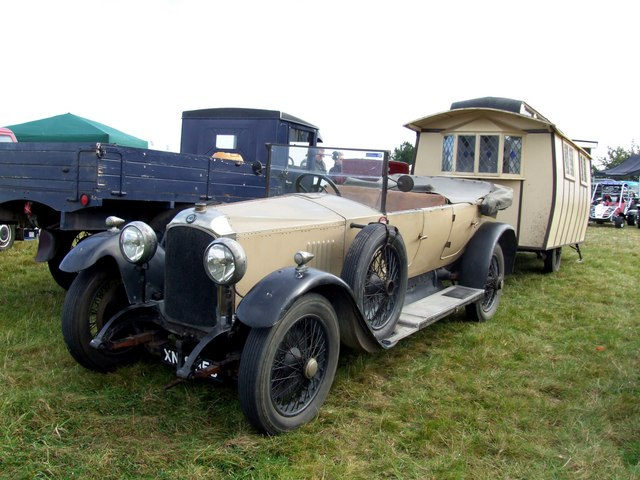
Tourenwagen 23/60 kurz abgestellt (Erstzulassung: 25. Mai 1923).

Zwölf Monate nach der Vorstellung des 23/60 gab es Vorderradbremsen gegen einen Aufpreis von £ 55. Ein weiteres Jahr später, ab Juli 1924, gehörten sie zur Serienausstattung der Wagen, zusammen mit einer neuen Vorderachse, Federn und einer Sattelplatte. Die Vorderradbremsen wurden mit demselben Pedal betätigt, das bisher nur für die Getriebebremse zuständig war und waren mit ihr verbunden, wobei diese etwas früher zum Eingriff kam. Die Hinterradbremsen wurden weiterhin davon unabhängig mit dem Handbremshebel betätigt.

#### Lenkung
Die Wagen hatten eine Schneckenlenkung.

#### Radaufhängung
Beide Achsen hängen an halbelliptischen Federn.

## Angebotene Aufbauten (6. Oktober 1922)
- Fahrgestell: £ 695.[8]
- 'Kington'-Tourenwagen, 5 Sitze: £ 895.
- 'Arundel'-Allwetterausführung: £ 1145.
- 'Salisbury'-Pullman-Limousine: £ 1220.
- 'Carlton'-Pullman-Linousine: £ 1270.
- 'Warwick'-Landaulet: £ 1195.[9]
- 'Grosvenor'-Linousine: £ 1175.
- 'Winchester'-Linousine: £ 1275.
- 'Sutherland'-Cabriolet: £ 1200.

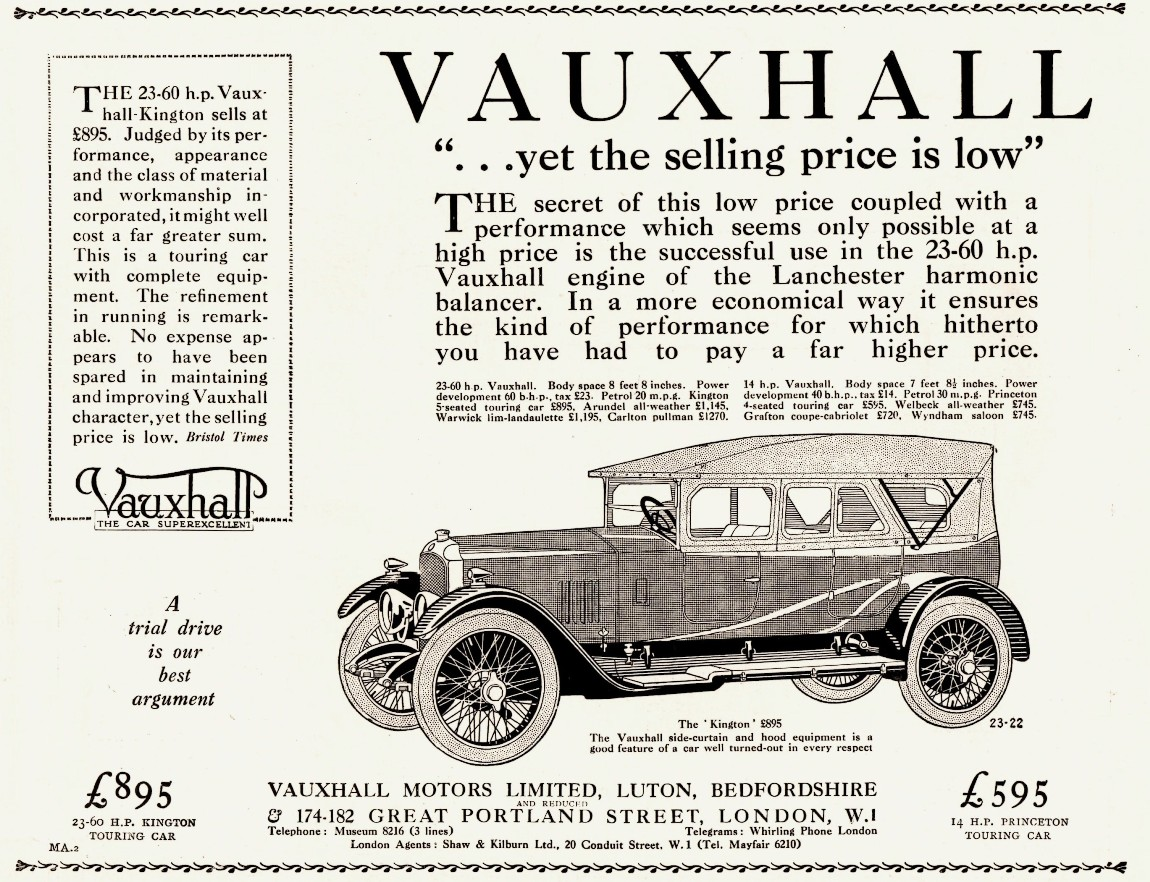
'Kington'-Tourenwagen

- 'Langham'-Landaulet (geschlossen): £ 1300.[10]